# Восточный Шишим
Восточный Шиши́м — малая река на Среднем Урале, протекающая в основном по землям Новоуральского городского округа Свердловской области России, левый приток Чёрного Шишима. Длина реки 19 км.

## География
Истоки реки в лесах примерно в 3 км южнее села Тарасково. Течёт преимущественно на запад, затем северо-запад. Впадает в Чёрный Шишим слева, в 8,8 км от его устья, юго-восточнее деревни Пальники. Высота уреза воды в устье — 313,8 м.

## Данные водного реестра
По данным государственного водного реестра России, река Восточный Шишим относится к Камскому бассейновому округу. Водохозяйственный участок реки — Чусовая от города Ревды до в/п посёлка Кын, речной подбассейн реки — Кама до Куйбышевского водохранилища (без бассейнов рек Белой и Вятки), речной бассейн реки — Кама.
Код объекта в государственном водном реестре — 10010100612111100010348.